# Jogos de Inverno do Ártico de 2010
Os Jogos de Inverno do Ártico de 2010 são a 21ª edição do evento multiesportivo, realizado em Grande Prairie, Canadá entre os dias 6 e 13 de março.

## Territórios participantes
Nove territórios participam desta edição do evento:
- Alasca
- Alberta
- Groenlândia
- Nunavut
- Quebec
- Lapónia
- Territórios do Noroeste
- Yamalo-Nenets
- Yukon

## Esportes
21 modalidades formam o programa dos Jogos:
| - Badminton - Basquetebol - Biatlo - Biatlo Snowshoe - Esportes árticos - Esqui alpino - Esqui cross-country - Curling - Dene Games - Esqui estilo livre - Futsal | - Ginástica - Hóquei no gelo - Lutas - Mushing - Patinação artística - Patinação de velocidade - Snowboard - Snowshoe - Tênis de mesa - Voleibol |

## Quadro de medalhas
| Ordem | País                    | Medalha de ouro | Medalha de prata | Medalha de bronze | Total |
| ----- | ----------------------- | --------------- | ---------------- | ----------------- | ----- |
| 1     | Alasca                  | 87              | 85               | 79                | 251   |
| 2     | Alberta                 | 43              | 56               | 46                | 145   |
| 3     | Yukon                   | 37              | 37               | 27                | 101   |
| 4     | Yamalo-Nenets           | 35              | 21               | 8                 | 64    |
| 5     | Territórios do Noroeste | 31              | 28               | 48                | 107   |
| 6     | Groelândia              | 18              | 16               | 15                | 49    |
| 7     | Quebec                  | 12              | 10               | 13                | 35    |
| 8     | Nunavut                 | 9               | 16               | 24                | 49    |
| 9     | Lapónia                 | 3               | 5                | 2                 | 10    |